# Captain Marvel (film)
Captain Marvel är en amerikansk superhjältefilm, baserad på seriefiguren Carol Danvers från Marvel Comics, producerad av Marvel Studios och distribuerad av Walt Disney Studios Motion Pictures. Den är den tjugoförsta filmen från Marvel Cinematic Universe (MCU). Filmen är skriven och regisserad av Anna Boden och Ryan Fleck med Liz Flahive, Meg LeFauve, Carly Mensch, Nicole Perlman och Geneva Robertson-Dworet som medförfattare. Huvudrollen som Carol Danvers / Captain Marvel spelas av Brie Larson med övriga roller spelade av bland andra Samuel L. Jackson, Ben Mendelsohn, Djimon Hounsou, Lee Pace, Lashana Lynch, Gemma Chan, Algenis Perez Soto, Rune Temte, McKenna Grace, Clark Gregg och Jude Law.
Captain Marvel hade biopremiär i Sverige den 6 mars 2019 och i USA den 8 mars 2019. Uppföljaren The Marvels hade premiär i Sverige den 8 november 2023.

## Synopsis
Filmen utspelar sig under 1990-talet och handlar om Carol Danvers, en testpilot i USA:s flygvapen, som efter en flygolycka 1989 blir en av galaxens mäktigaste hjältar efter att jorden hamnar i mitten av en intergalaktisk konflikt mellan två främmande världar.

## Rollista
| Brie Larson        | – Carol Danvers / Vers / Captain Marvel              |
| Samuel L. Jackson  | – Nick Fury                                          |
| Ben Mendelsohn     | – Talos / Keller                                     |
| Jude Law           | – Yon-Rogg                                           |
| Annette Bening     | – Supreme Intelligence / Dr. Wendy Lawson / Mar-Vell |
| Djimon Hounsou     | – Korath the Pursuer                                 |
| Lee Pace           | – Ronan the Accuser                                  |
| Lashana Lynch      | – Maria Rambeau                                      |
| Gemma Chan         | – Minn-Erva                                          |
| Clark Gregg        | – Agent Phil Coulson                                 |
| Rune Temte         | – Bron-Char                                          |
| Algenis Perez Soto | – Att-Lass                                           |
| Akira Akbar        | – Monica Rambeau                                     |
| Matthew Maher      | – Norex                                              |
| Sharon Blynn       | – Soren                                              |
| Don Cheadle        | – James "Rhodey" Rhodes (cameo)                      |
| Mark Ruffalo       | – Bruce Banner (cameo)                               |
| Scarlett Johansson | – Natasha Romanoff (cameo)                           |
| Chris Evans        | – Steve Rogers (cameo)                               |
| Stan Lee           | – Man på tunnelbanan (cameo)                         |

## Uppföljare
I februari 2019 uttryckte Larson önskemål om att inkludera karaktären Kamala Khan/Ms. Marvel i en kommande uppföljare. Kevin Feige hade tidigare berättat att han hade planer på att introducera Khan till Marvel Cinematic Universe efter att Captain Marvel släppts. Följande månad berättade Feige att han hade "fantastiska" idéer för en Captain Marvel-uppföljare. År 2019 bekräftade Feige att en uppföljare var under utveckling. Fleck och Boden förväntades inte återvända för att regissera filmen, då studion istället sökte efter en kvinnlig regissör. I augusti 2020 fick Nia DaCosta uppdraget att regissera uppföljaren The Marvels. The Marvels hade biopremiär i Sverige den 8 november 2023.